# Anaphes dessarti
Anaphes dessarti is een vliesvleugelig insect uit de familie Mymaridae. De wetenschappelijke naam is voor het eerst geldig gepubliceerd in 1969 door Mathot.